# Dinera maculosa
Dinera maculosa là một loài ruồi trong họ Tachinidae.